# Wohnungsgenossenschaft Hamburg-Wandsbek von 1897
Die Wohnungsgenossenschaft Hamburg-Wandsbek von 1897 eG, kurz WHW, ist eine mittelgroße Hamburger Wohnungsbaugenossenschaft. Sie wurde am 27. August 1897 in der damals noch zu Preußen gehörenden, selbständigen Stadt Wandsbek gegründet, die erst 1937/38 ein Stadtteil Hamburgs wurde. Die WHW ist Eigentümerin von über 3.200 Wohnungen mit einer Gesamtwohnfläche von fast 200.000 m², außerdem gehören ihr Läden und Stellplätze mit einer Nutzfläche von gut 19.000 m². Die Anlagen stehen hauptsächlich im Bezirk Wandsbek.

## Geschichte

### Aufbau

Ausschnitt aus dem Baustufenplan für Wandsbek-Marienthal von 1955. Der Sportplatz wurde vom Volkshausbund errichtet, das Verwaltergebäude lag unterhalb der südlichen Kurve an der Hinschenfelder Straße

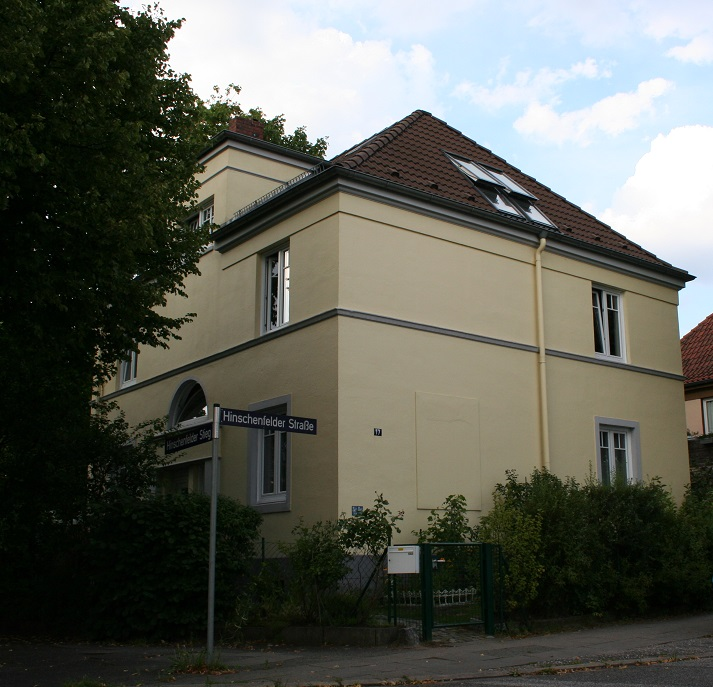
Ehem. Verwaltergebäude des Volkshausbund e.V., erbaut 1928, verkauft 2009. Mit zwei Wohnungen und Sportler-Umkleiden. Heute als Wohnhaus genutzt

Nachdem am 22. September 1897 unter der Registernummer 883 der Eintrag ins Genossenschaftsregister erfolgte, begann am 1. Oktober das erste Geschäftsjahr des Bau- und Spar-Vereins für Wandsbek und Umgebung eGmbH (eingetragene Genossenschaft mit beschränkter Haftung). Das erste Wohnhaus mit sechs 3-Zimmer-Wohnungen wurde in der Heinrichstraße 9 (heute: Gladowstraße 13) errichtet. Die Jahresmiete für eine Wohnung betrug 250 Mark, während in den angrenzenden Hamburger Stadtteilen Barmbek, Eilbek, Hamm und Horn der durchschnittliche Pro-Kopf-Verdienst bei 459 Mark lag. Trotz der Absicht, die Wohnverhältnisse der Arbeiter zu verbessern, machten diese noch Ende 1898 deshalb nur 10 % der Mitglieder aus. In der Josephstraße entstanden 1899 einige Terrassenhäuser, so das Ensemble 10a+b und 12a+b. Die Fassaden dieser ältesten erhaltene Gebäude der WHW wurden bei einem Teilabriss 2019 als Relikt der letzten Terrassenhäuser im Bezirk Wandsbek erhalten. Bis 1927 wurden insgesamt 465 Wohnungen zwischen der Hogrevestraße und Auf dem Königslande gebaut. Ab 1927 errichtete die neu gegründete Baugenossenschaft freier Gewerkschafter Wandsbek eGmbH (BfGW) unter Verwendung von Hauszinssteuergeldern in wenigen Jahren hunderte neuer Wohnungen. Ein Beispiel ist die denkmalgeschützte Friedrich-Ebert-Damm-Siedlung an der Lesserstraße. In dieser Zeit entstand auch der ebenfalls denkmalgeschützte Friedrich-Ebert-Hof in Dulsberg, gelegen zwischen Eulenkamp, Walddörferstraße und Lengerckestraße. Die Nationalsozialisten sorgten nach 1933 für die Auflösung der BfGW und die Besetzung der Genossenschaftsführungen, auch beim Bauverein, mit linientreuen Vorständen. Der genossenschaftliche Wohnungsbau wurde praktisch eingestellt. 1941 stimmte die Generalversammlung des Bauvereins für die Verschmelzung mit der BfGW. Die neue Firma lautete Gemeinnützige Wohnungsgenossenschaft Hamburg-Wandsbek von 1897 eGmbH.

### Kriegsfolgen
Von den 930 Wohnungen, die beide Genossenschaften bis 1933 errichtet hatten, wurden im Zweiten Weltkrieg 480 völlig zerstört und 250 schwer beschädigt, keine Wohnung blieb gänzlich verschont.

### Nachkriegszeit

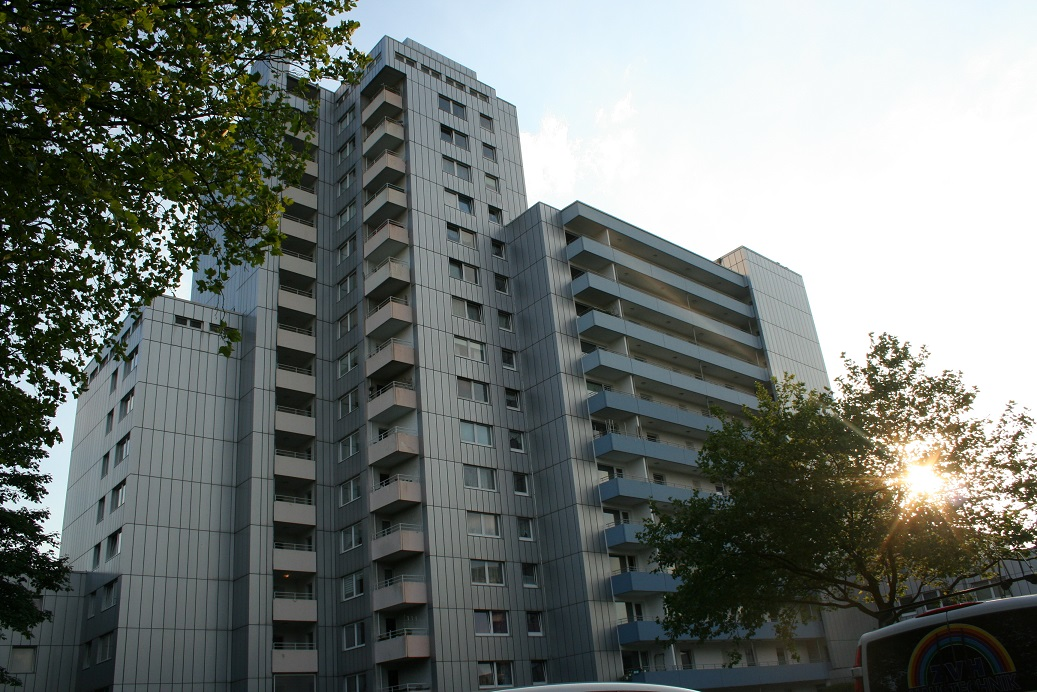
Hochhaus der WHW in der Lesserstraße 43-49, erbaut 1973

Zur ersten Generalversammlung nach dem Krieg am 25. November 1945 erschienen 222 Mitglieder. Die 1933 abgesetzten Genossenschaftler wurden wiedergewählt, und man beschloss demokratiefördernde Satzungsänderungen. Der planvolle Wiederaufbau konnte erst mit der Währungsreform 1948 beginnen. 1952 wurde der 1925 gegründete Volkshausbund e.V. eingegliedert, er brachte 59 Wohnungen sowie 6 Läden und eine Gaststätte in 5 Wohngebäuden am Friedrich-Ebert-Damm in die Genossenschaft ein. In der Hausnummer 30 wurde 1951 die Nordlicht-Filmbühne eröffnet (heute Fahrrad Nielandt). Außerdem kam so ein Sportstadion zur Genossenschaft, auf dessen Gelände später das Gewerbegebiet Hinschenfelder Stieg errichtet und dessen Verkaufserlös wieder in Wohnungsneubau investiert wurde. Auch für Zusammenkünfte der neu eingeführten Vertreterversammlung wurde 1953 das Genossenschaftsheim in der Gladowstraße fertiggestellt. Bis 1959 konnten 540 Wohnungen neu gebaut werden, darunter 225 in der mittlerweile wieder abgebrochenen Wohnanlage Tonndorfer Hauptstraße/Küperstieg. Zwischen 1960 und 1969 wurden 830 Wohnungen fertig gestellt: Im Gebiet Dernauer Straße/Friedrich-Ebert-Damm/Thiedeweg waren es 232, im Biehlweg/Lesserstraße 191 und in Lohbrügge am Reinbeker Redder/Fanny-David-Weg 301 Einheiten. Zwischen 1970 und 1975 wurden 540 Wohnungen bezugsfertig, unter anderem 173 Einheiten in der Kielkoppelstraße/Geesthachter Weg in Rahlstedt sowie 117 Einheiten im Hochhaus in der Lesserstraße. Die 1983 fertiggestellte Wohnanlage Alter Zollweg 61-63 in Rahlstedt mit 42 Einheiten war das letzte Neubauprojekt bis zu den Neubauten in der Gladowstraße 1999. Die Hausnummern 15-17 ersetzten dort einen Vorgängerbau, gegenüber entstand als Nr. 20 ein dreigeschossiger Flachdachbau für die Verwaltung. Im Jahr 2006 wurde mit dem Abbruch der Anlage Thiedeweg 23a+b begonnen. Der Neubau mit 83 Wohneinheiten wurde im Jahr 2012 fertiggestellt.

## Führungswechsel 2008
Im Jahr 2008 zeichnete sich ab, dass die Genossenschaft in eine finanzielle Schieflage zu geraten drohte. Auslöser hierfür war das missglückte Bauprojekt Thiedeweg. Ein Rettungsforum trat in Erscheinung und erhob Vorwürfe des Missmanagements. Auf verteilten Flyern wurde zu einer Demonstration aufgerufen. Diese fand aus Anlass einer außerordentlichen Vertreterversammlung am 21. August 2008 statt. Das Genossenschaftsheim der WHW wurde vom Vorstand jedoch nicht freigegeben. Versammlungsort war deshalb das Gemeinschaftshaus der Walddörfer Wohnungsbaugenossenschaft in Bergstedt. Hier wurden die Vorstände Verena Helle und Martin Hornig durch die Vertreterversammlung abberufen. Der bisherige Aufsichtsrat trat geschlossen zurück. Anwesend war auch der CDU-Bürgerschaftsabgeordnete und Rechtsanwalt Jörg Hamann als Vertreter des Rettungsforums. Der Aufsichtsrat wurde neu gewählt. Zum Vorsitzenden wurde der Student und CDU-Abgeordnete in der Bezirksversammlung Wandsbek Dennis Timmlau bestellt. Der Aufsichtsrat berief im Anschluss zwei neue Vorstände. Es waren der bisherige Abteilungsleiter Detlef Siggelkow und der CDU-Bürgerschaftsabgeordnete Ralf Niedmers. Niedmers war noch an seinen bisherigen Arbeitgeber gebunden. Zur fachlichen und personellen Verstärkung wurde übergangsweise deshalb Heinz R. Fricke, langjähriger Vorstand der Wohnungsgenossenschaft Süderelbe, als Generalbevollmächtigter eingestellt.

## Geschäftspolitik
Die Konsolidierung der Finanzen war die vordringlichste Aufgabe des neuen Vorstandes. Um den Sanierungsrückstand aufzuholen, sollten alle verfügbaren Mittel in die Sanierung des Bestandes investiert werden. Neubau wurde auf absehbare Zeit ausgeschlossen. Nachdem Herr Niedmers am 1. Juli 2010 zum hauptamtlichen Vorstand bestellt wurde, endete der Vertrag mit dem Generalbevollmächtigten am 31. Dezember 2010. Dies ging mit einer erneuten strategischen Neuausrichtung einher. Künftig sollte verstärkt auf Neubau gesetzt werden. Um trotzdem gleichzeitig den Sanierungsstau aufzulösen, sind hierfür genossenschaftseigene Grundstücke vorgesehen, wobei zunächst der vorhandene, besonders sanierungsbedürftige Altbestand abgebrochen werden soll. Diese Linie wird mit der Räumung des Grundstücks Behnkenkammer Ecke Walddörferstraße (2021) und der geplanten Neuerrichtung eines Wohn- und Verwaltungsgebäudes bis in die Gegenwart fortgesetzt.

## Aktuelle Entwicklung
| Wohnanlage                     | Grundstück         | Abbruch | Neubau | bezugsfertig |
| ------------------------------ | ------------------ | ------- | ------ | ------------ |
| Thiedeweg 23a-g                | bebauter Bestand   | 68 WE   | 83 WE  | Anfang 2012  |
| Hörnumstr. 4a                  | unbebauter Bestand | -       | 11 WE  | Ende 2012    |
| Tonndorfer Hauptstr. 85-91     | bebauter Bestand   | 112 WE  | 190 WE | Anfang 2015  |
| Lesserstr. 123-127             | bebauter Bestand   | 26 WE   | 31 WE  | Mitte 2017   |
| Rosmarinstr. 8                 | bebauter Bestand   | 4 WE    | 9 WE   | Ende 2018    |
| Josephstr. 10-18 (neu: 10-14a) | bebauter Bestand   | 63 WE   | 79 WE  | Anfang 2022  |
| Behnkenkammer/Walddörferstr.   | bebauter Bestand   | 49 WE   | 50 WE  | 2023         |

## Organisation
Die Mitglieder der Genossenschaft wählen alle 5 Jahre aus ihren Reihen Vertreter. Bei der letzten Wahl Anfang 2022 wurden in 20 Wahlbezirken 70 Vertreter sowie 18 Ersatzvertreter gewählt. Alle sind zur Teilnahme an der mindestens jährlich stattfindenden Vertreterversammlung berechtigt und bilden das Grundlagenorgan der WHW (§§ 16, 48 GenG). Verantwortlich für die Organisation der Wahl zur Vertreterversammlung ist der aus 7 Mitgliedern bestehende Wahlvorstand. Vorsitzender ist der Staatsrat a. D. Detlef Gottschalck.
Der von der Vertreterversammlung alle 3 Jahre (zuletzt am 26. Juni 2023) en bloc neu gewählte Aufsichtsrat setzt sich aus 6 Mitgliedern zusammen. Vorsitzender ist Björn Hauto. Die vom Aufsichtsrat bestimmte Geschäftsführung besteht aus den gleichberechtigten Vorständen Detlef Siggelkow (hauptamtlich seit 2008) und Ulrich Borchert (hauptamtlich seit 2023). In der Verwaltung und der Hausbewirtschaftung wurden 2022 darüber hinaus durchschnittlich 25,2 Mitarbeiter beschäftigt. Die WHW ist Mitglied im Prüfungsverband Verband norddeutscher Wohnungsunternehmen.

## Kennzahlen
| Jahr | Wohnungen | Mitglieder | Wohnfläche | Eigenkapital | Fremdkapital | Umsatz       | Jahresergebnis |
| ---- | --------- | ---------- | ---------- | ------------ | ------------ | ------------ | -------------- |
| 2006 | 3.236     | 4.025      | 187.584 m² | 12.698.048 € | 71.711.577 € | 15.168.106 € | −1.240.069 €   |
| 2015 | 3.281     | 4.055      | 196.910 m² | 21.814.640 € | 91.448.331 € | 20.055.323 € | +1.790.052 €   |

## Presseecho
Das Hamburger Abendblatt berichtete seit 2008 mehrfach über Konflikte der WHW.
- Wegen eines fehlgeschlagenen Neubauprojekts im Thiedeweg entstand der WHW ein Millionenschaden.[12] Eine Klage auf Schadensersatz gegen die ehemaligen Vorstände und Aufsichtsräte wurde im Februar 2014 letztinstanzlich abgewiesen.[13]
- Nach einem erfolglosen Hilfeersuchen an den Prüfungsverband Ende 2012 schieden kurz nacheinander drei Aufsichtsratsmitglieder, darunter der Vorsitzende, aus dem Aufsichtsrat aus.[14]
- Um den von der WHW gewünschten Abriss der Josephterrassen zu verhindern leitete der Bezirk Wandsbek 2015 ein Verfahren zum Erlass einer städtebaulichen Erhaltungsverordnung ein.[15] Die Bewohner der baufälligen Häuser gründeten dagegen eine Initiative und fordern den Bau von Sozialwohnungen.[16][17]